# Popillia rothschildti
Popillia rothschildti är en skalbaggsart som beskrevs av Ohaus 1897. Popillia rothschildti ingår i släktet Popillia och familjen Rutelidae. Inga underarter finns listade i Catalogue of Life.